# 4 Kaukaski Korpus Armijny
4 Kaukaski Korpus Armijny (ros. 4-й Кавказский армейский корпус) – jeden ze związków operacyjno-taktycznych Imperium Rosyjskiego w czasie I wojny światowej. Sformowany w czasie I wojny światowej.  Rozformowany na początku 1918.

## Organizacja (1914)
- 66  Dywizja Piechoty
- 2 Kaukaska  Dywizja Piechoty
- 2 Kaukaska Brygada Piechoty i Artylerii
- 2 Kaukaska Dywizja Kawalerii
- 2 batalion Armiański
- 3 Kaukaski  samodzielny dywizjon artylerii
- 9 dywizjon moździerzy
- 2 Kaukaski Kozacki dywizjon artylerii
- 2 Kaukaski pułk ochrony pogranicza
- 4 Kaukaski batalion saperów
- 13 Kubańska sotnia  oblężnicza

## Podporządkowanie
- Armii Kaukaskiej (7 stycznia 1915 - grudzień 1917)

## Dowódcy korpusu
- gen. piechoty P. I. Oganowskij (styczeń - grudzień 1915)
- gen. piechoty W. W. de Witt (od grudzień 1915)